# Vlado Popović

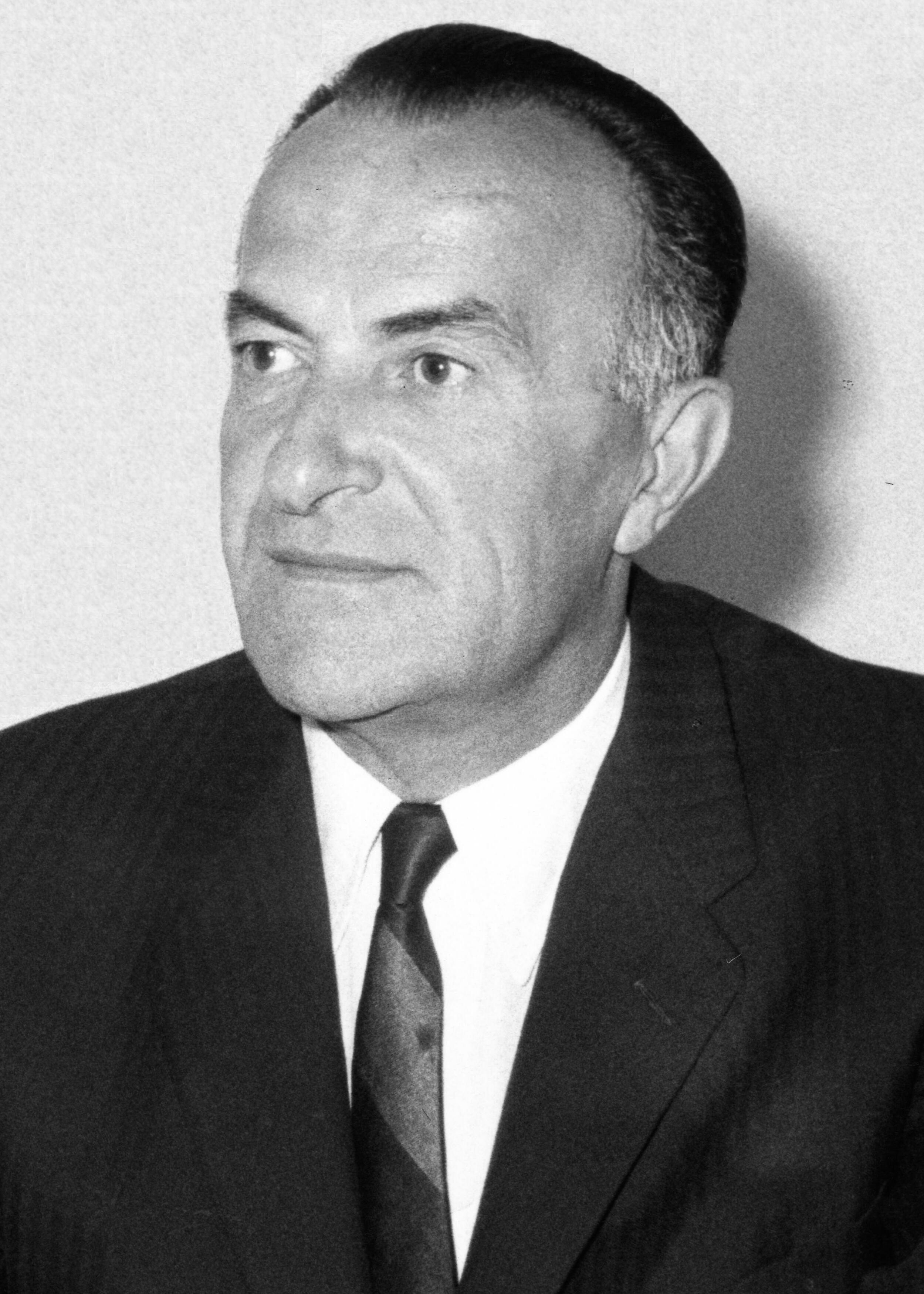
Vladimir Popović

Vladimir „Vlado“ Popović (serbokroatisch-kyrillisch Владимир Владо Поповић; * 27. Januar 1914 in Gornji Brčeli bei Bar, Königreich Montenegro; † 1. April 1972 in London) war ein jugoslawischer Politiker im Bund der Kommunisten Jugoslawiens.
Nach dem Balkanfeldzug organisierte Popović in Kroatien den Widerstand gegen die Besatzer aus Italien und dem Deutschen Reich. Nach der Machtübernahme durch den Bund der Kommunisten Jugoslawiens übernahm er mehrere politische Führungspositionen in der Sozialistischen Föderativen Republik Jugoslawien.